# Бенрахма, Саид
Мохаме́д Саи́д Бенрахма́ (фр. Mohamed Saïd Benrahma; род. 10 августа 1995[…], Айн-Темушент) — алжирский футболист, нападающий клуба «Неом» и сборной Алжира.

## Клубная карьера
Бенрахма профессиональную начал карьеру в клубе «Ницца». 5 октября 2013 года в матче против «Тулузы» он дебютировал в Лиге 1, заменив во втором тайме Жереми Пье. 12 апреля 2015 года в поединке против «Реймса» Саид забил свой первый гол за «Ниццу». В начале 2016 года вдля получения игровой практики он на правах аренды перешёл в «Анже». 23 января в матче против «Пари Сен-Жермен» Бенрахма дебютировал за новую команду. 14 мая в поединке против «Тулузы» он забил свой первый гол за «Анже». По окончании аренды Саид вернулся в «Ниццу».
6 июля 2018 года подписал четырехлетний контракт с клубом Чемпионшипа клубу «Брентфорд».
16 октября 2020 года Бенрахма на правах аренды присоединился к клубу Премьер-лиги «Вест Хэм Юнайтед». 29 января 2021 года арендная сделка была расторгнута досрочно, поскольку «Вест Хэм» подписал с Бенрахмой постоянный контракт. Клуб согласился заплатить 25 миллионов фунтов стерлингов плюс 5 миллионов фунтов стерлингов в качестве дополнительных услуг.
2 февраля 2024 года перешёл в «Лион» на правах аренды до конца сезона. Французский клуб заплатил за аренду 5,1 миллиона фунтов стерлингов с опционом выкупа в размере 12,3 миллиона фунтов стерлингов.

## Личная жизнь
Бенрахма родился в Айн-Темушенте и вырос в Сиди-Бель-Аббес. Он переехал в Тулузу со своими родителями в возрасте 11 лет и имеет французское гражданство. Отец Бенрахмы умер в январе 2020 года, и он публично посвятил ему каждый из своих последующих пяти голов.

## Международная карьера
13 октября 2015 года в товарищеском матче против сборной Сенегала Бенрахма дебютировал за сборную Алжира.

## Достижения
«Вест Хэм Юнайтед»
- Победитель Лиги конференций УЕФА: 2022/23